# フローラ (レンブラント、メトロポリタン美術館)
『フローラ』（オランダ語: Flora）は、オランダ黄金時代の巨匠レンブラント・ファン・レインが1654年頃に制作した絵画である。油彩。主題はローマ神話の春の女神フローラから取られている。ルネサンス期のヴェネツィア派の巨匠ティツィアーノ・ヴェチェッリオの影響が明確に見られる半面、落ち着きのある渋い色合いと絵具の粗い塗りは本作品をレンブラントの独自性の強いものにしている。イギリスの貴族であるスペンサー伯爵家が所有していた作品で、現在はニューヨークのメトロポリタン美術館に所蔵されている。

## 作品
| 左：ティツィアーノの1515年頃の絵画『フローラ』。ウフィツィ美術館所蔵。右：レンブラントの1642年の絵画『赤い帽子を被ったサスキア』。カッセル・アルテ・マイスター絵画館（英語版）所蔵。 |  | 左：ティツィアーノの1515年頃の絵画『フローラ』。ウフィツィ美術館所蔵。右：レンブラントの1642年の絵画『赤い帽子を被ったサスキア』。カッセル・アルテ・マイスター絵画館（英語版）所蔵。 |
| 左：ティツィアーノの1515年頃の絵画『フローラ』。ウフィツィ美術館所蔵。右：レンブラントの1642年の絵画『赤い帽子を被ったサスキア』。カッセル・アルテ・マイスター絵画館所蔵。           |  | |

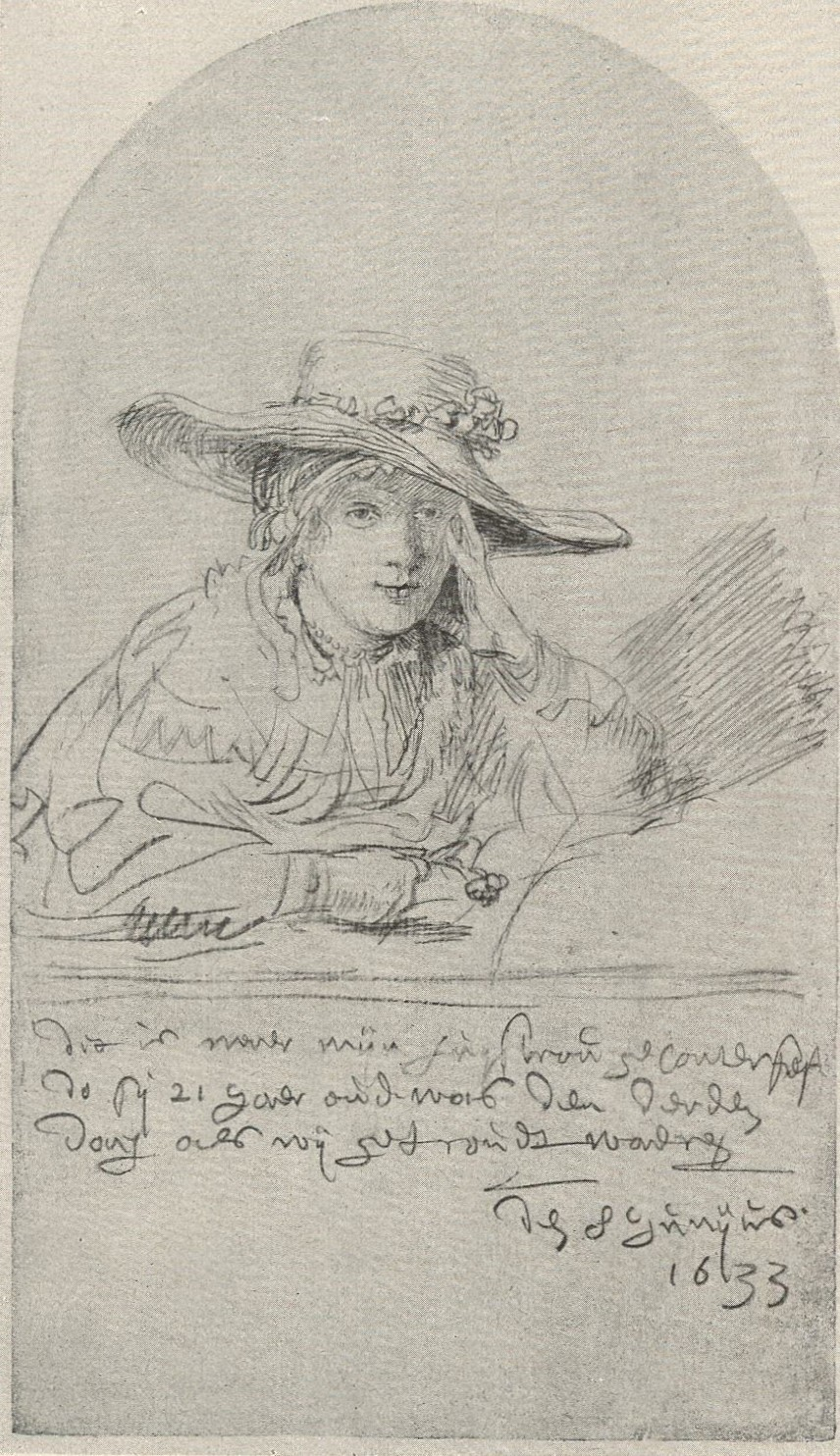
1633年の素描『サスキア・ファン・オイレンブルフ』。ベルリン国立版画素描館所蔵。

レンブラントは鑑賞者に対して横顔を見せる、若い女性として表された女神フローラを描いている。フローラはゆったりした白い長袖のドレスを着て、桜の小枝で飾られた焦茶色の小さな帽子を被っている。また黄色いスカートの裾を左手で持ち上げて、たくさんの摘み取られた花々を乗せ、花々を持った右手を視線の先に差し出している。フローラは等身大の半身像として描かれている。茶色の髪に黄色いリボンをつけ、耳に大きな真珠のイヤリング、首に真珠のネックレスを着けている。画面左上から明るく均一な光で照らされている。レンブラントはティツィアーノの『フローラ』（Flora, 1515年-1520年頃）の構図を模倣している。現在、ウフィツィ美術館に所蔵されている『フローラ』は、1641年までアムステルダムにあったことが知られている。本作品の他にもエルミタージュ美術館所蔵の『フローラ』（Flora）やロンドン・ナショナル・ギャラリー所蔵の『アルカディアの衣装を着たサスキア』（Saskia van Uylenburgh in arcadisch costuum）といったレンブラントの作品がティツィアーノの『フローラ』と結びつけられている。アルカディアの羊飼いは結婚した1630年代にレンブラントのサークルで人気があった主題であり、画家はここで当時強く惹かれたイメージをより成熟させて表現している。
主題については、19世紀では一般的に花を持つ女性あるいは花で飾られた帽子をかぶった女性を描いたものと考えられていた。これがフローラと考えられるようになったのは20世紀に入ってからである。顔の特徴は1642年に死去した妻サスキア・ファン・オイレンブルフを思い起こさせるが、美術史家アドルフ・ローゼンベルクは1909年にフローラに扮したヘンドリッキエ・ストッフェルスと推定した。しかし現在ではレンブラントはどちらの女性も描写する意図はなく、初期の作品までさかのぼる理想の女性像の表現であったと考えられている。
本作品はサスキアの2点の肖像画、ドレスデンのアルテ・マイスター絵画館に所蔵されている1641年の『フローラとしてのサスキア』（Saskia van Uylenburgh als Flora）と、1634年頃に制作が開始され1642年頃に完成し、1652年10月に美術商ヤン・シックスに売却されたと考えられているサスキアの横顔を描いた肖像画『赤い帽子のサスキア』（Saskia met rode hoed）と特に重要な関係にあると見なされている。絵画に描かれたカーネーションの要素は、ベルリン国立版画素描館に所蔵されている、婚約の3日目の1633年6月8日にシルバーポイントで描かれたサスキアの素描までさかのぼる可能性がある。カーネーションやバラは他の花と同様にフローラのアトリビュートだが、これらの花々は愛と結婚の象徴として芸術と文学において長い歴史を持っていた。
保存状態は悪く、絵具層の摩耗が見られ、特に胸部と袖の部分でキャンバスの横糸が目立っている。ヴィルヘルム・フォン・ボーデは1901年に背景が塗り直されていることを指摘したが、これは1970年代に実施された修復で除去された。

## 来歴
絵画の初期の来歴は不明である。絵画は19世紀にはイギリスにあり、1822年以降、第2代スペンサー伯爵ジョージ・スペンサーのコレクションとしてノーサンプトンのオルソープ・ハウスに所蔵されていた。1899年にはロンドンの王立美術アカデミーの冬期展覧会（Winter Exhibition）で展示されている。その後、第6代スペンサー伯爵チャールズ・スペンサーまで相続された。のちに第6代スペンサー伯爵が1919年に絵画を美術商アーサー・J・サリー（Arthur J. Sulley & Co.）に売却すると、その年のうちにデュビーン・ブラザーズ（Duveen Brothers）の手に渡り、翌1920年に実業家コリス・ポッター・ハンティントンの未亡人で夫の甥ヘンリー・エドワーズ・ハンティントンと再婚した、美術収集家のアラベラ・ハンティントンに売却された。アラベラが1924年に死去すると、絵画は息子のアーチャー・ミルトン・ハンティントンに相続され、2年後の1926年に彼によってメトロポリタン美術館に寄贈された。

## ギャラリー

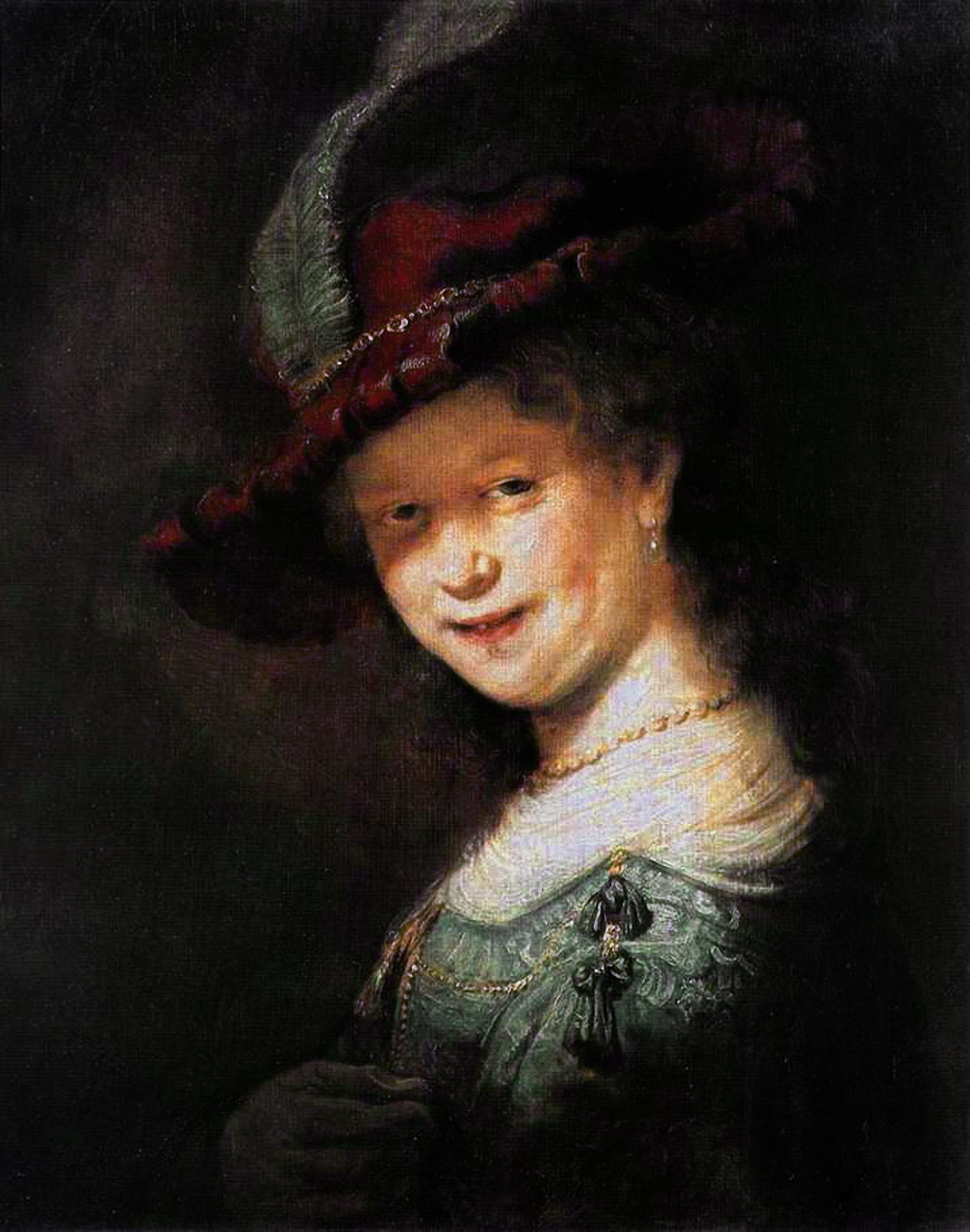
『微笑む若い女性の胸像』1633年 アルテ・マイスター絵画館所蔵
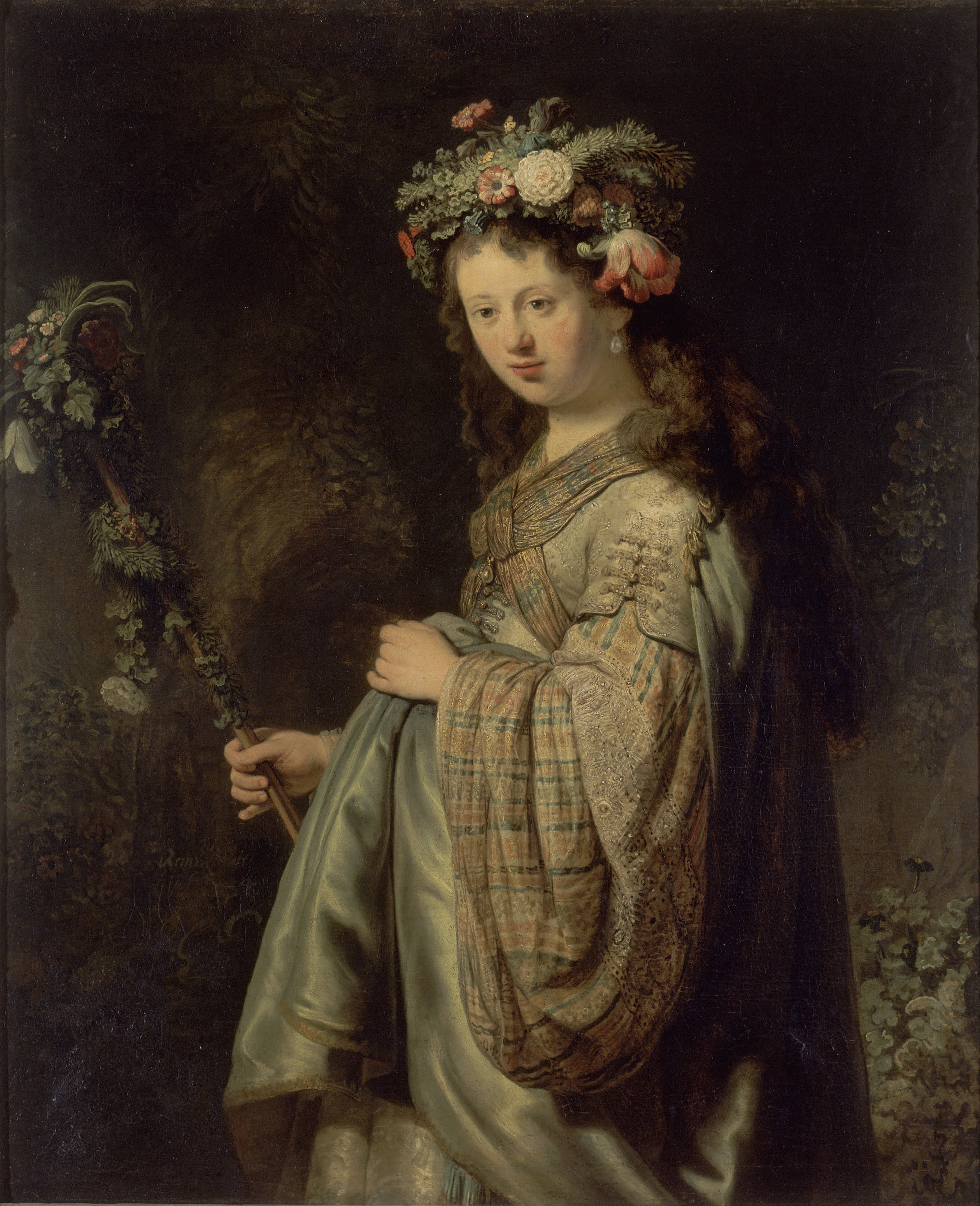
『フローラ』1634年 エルミタージュ美術館所蔵
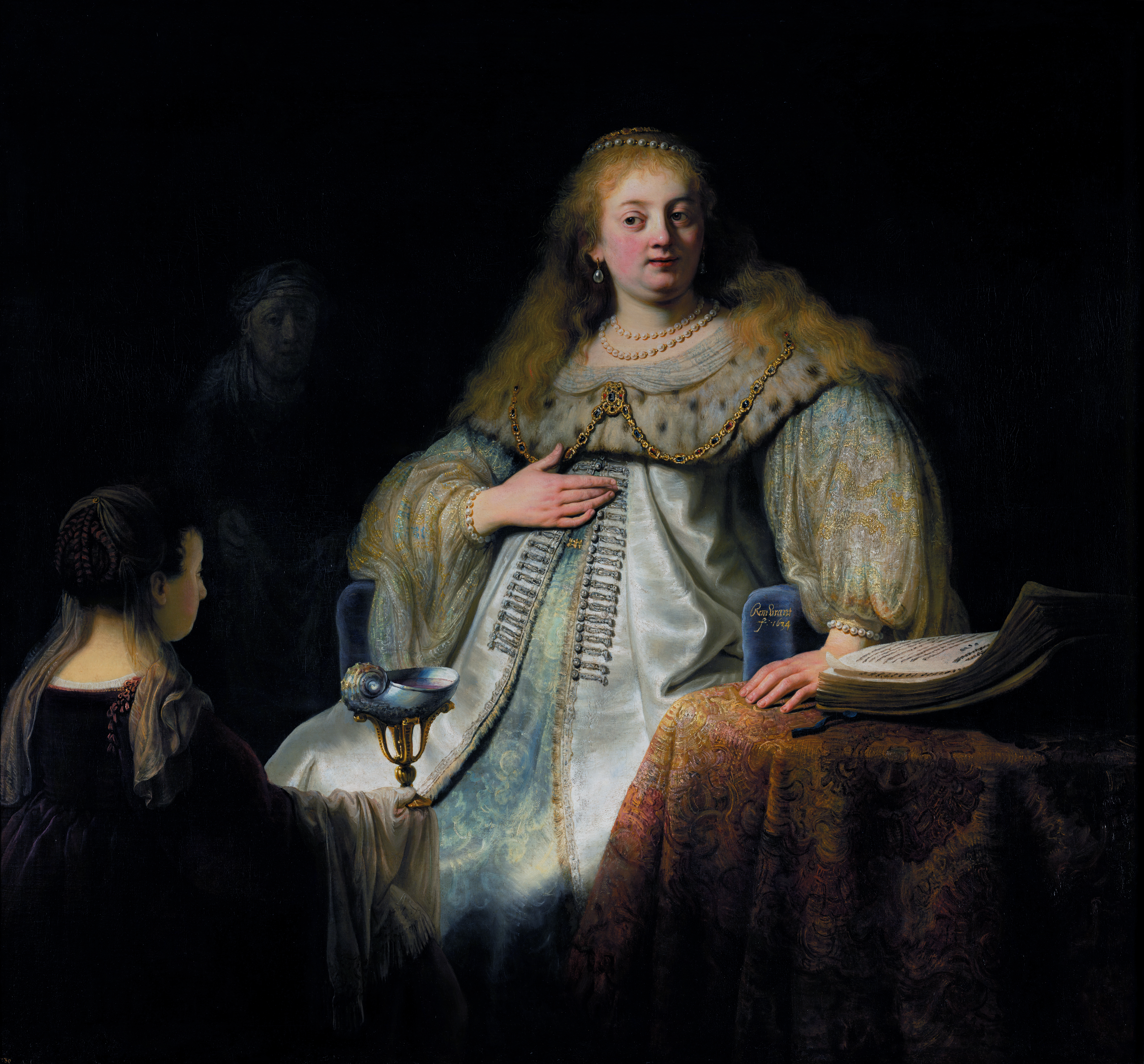
『ホロフェルネスの饗宴におけるユディト』1634年 プラド美術館所蔵
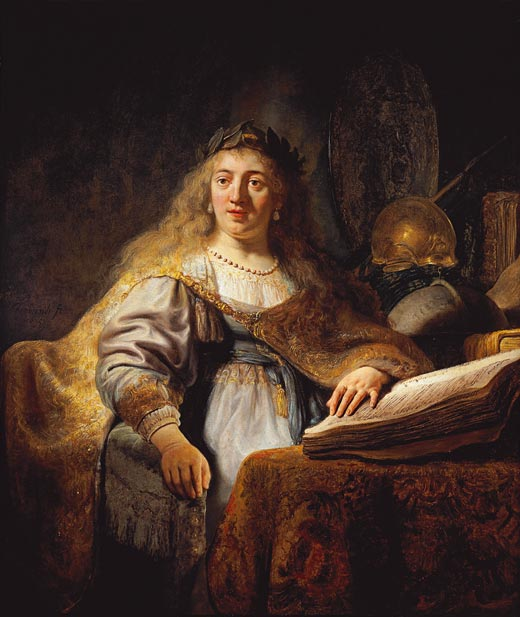
『書斎のミネルヴァ』1635年 ライデン・コレクション（The Leiden Collection）所蔵
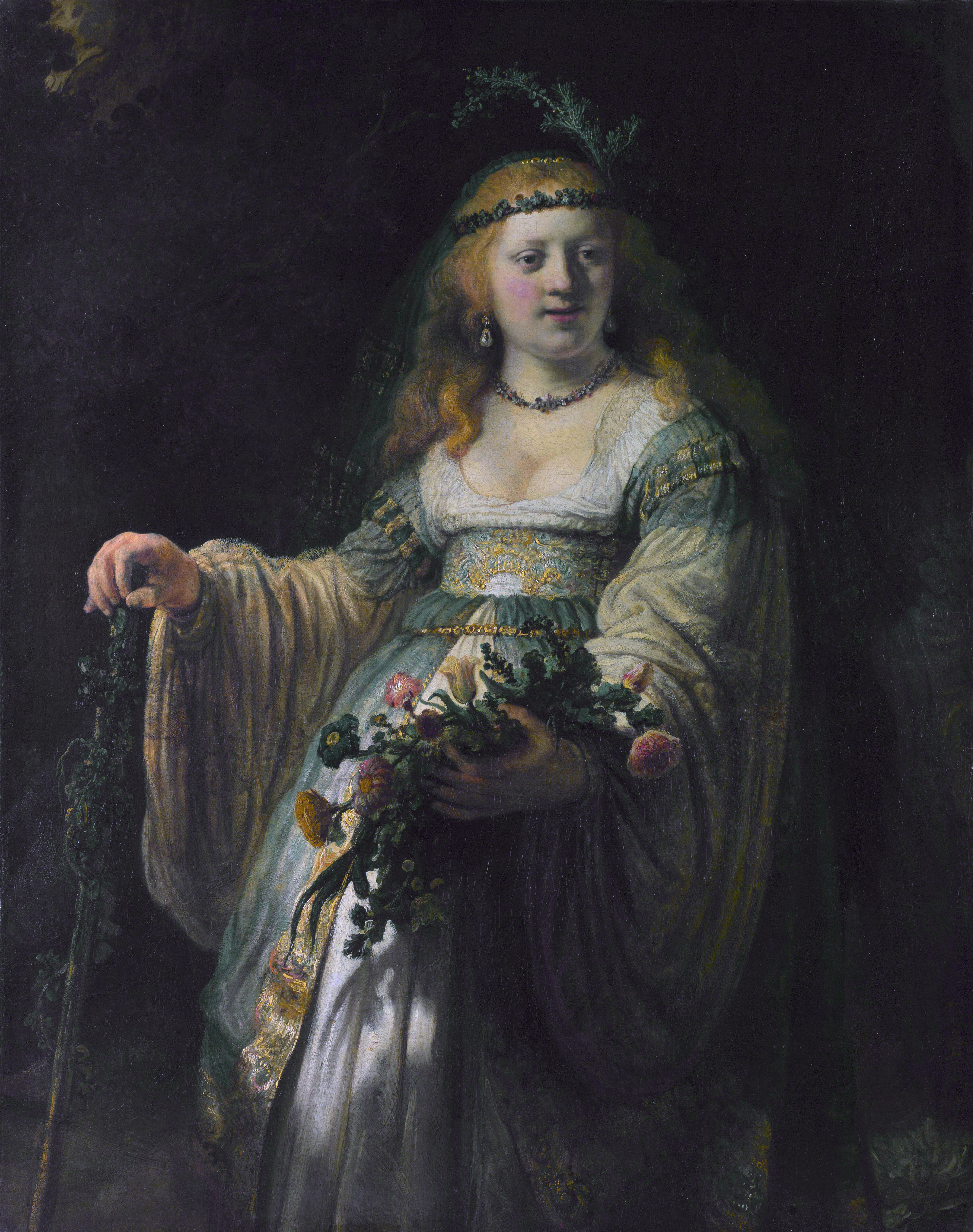
『アルカディアの衣装を着たサスキア』1635年 ロンドン・ナショナル・ギャラリー所蔵
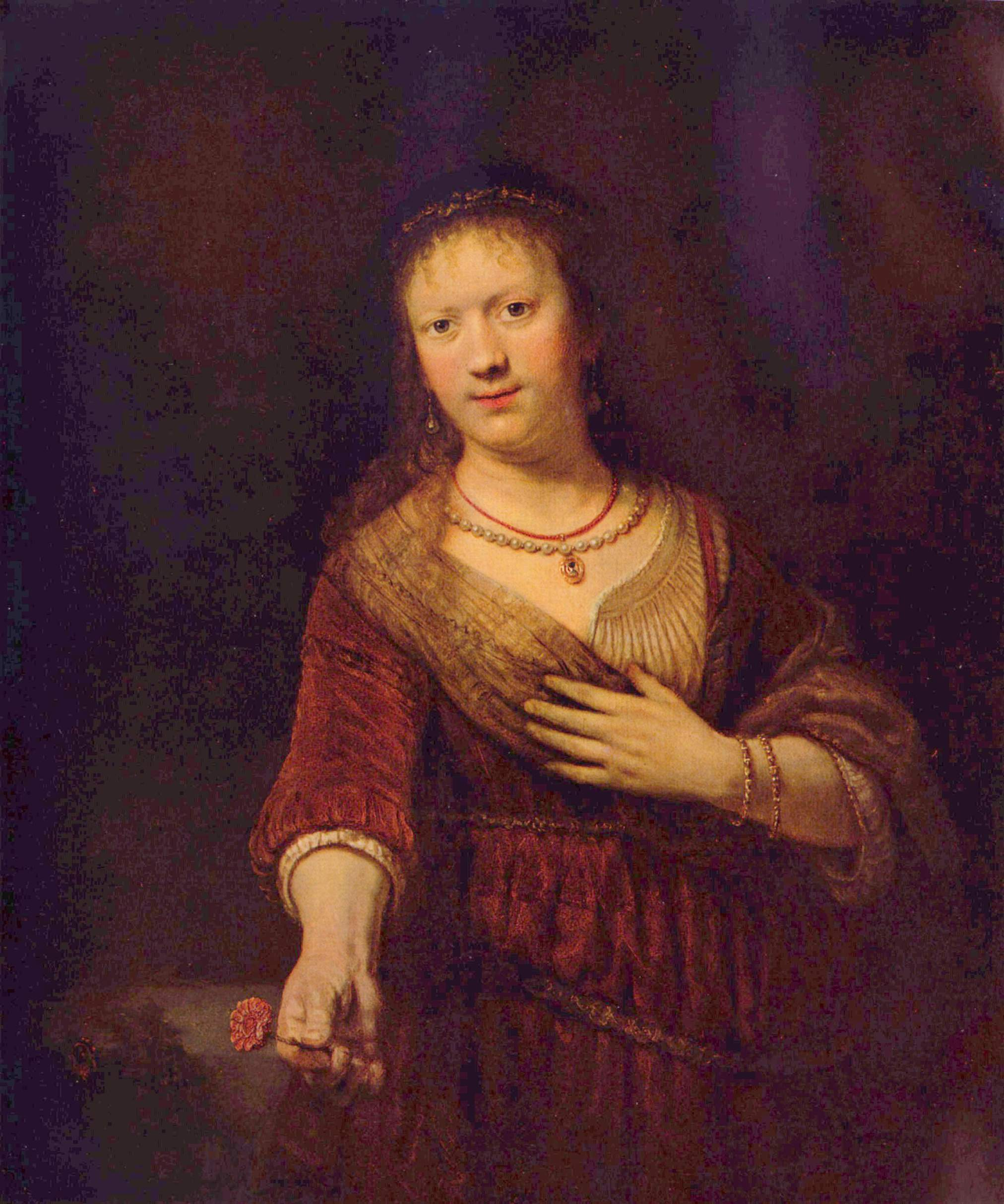
『フローラとしてのサスキア』1641年 ドレスデン美術館所蔵